# Minuskuł 578 (Gregory-Aland)
Minuskuł 578 (według numeracji Gregory-Aland), ε 453 (von Soden) – rękopis Nowego Testamentu pisany minuskułą na pergaminie w języku greckim z XIV wieku. Zawiera marginalia. Przechowywany jest w Arras.

## Opis rękopisu
Kodeks zawiera tekst czterech Ewangelii, na 241 pergaminowych kartach (20,5 cm na 14 cm).
Tekst rękopisu pisany jest w dwóch kolumnach na stronę, w 25–26 linijkach na stronę.
Tekst rękopisu dzielony jest według κεφαλαια (rozdziałów), których numery podano na marginesie. W górnym marginesie umieszczono τιτλοι (tytuły) owych rozdziałów. Ponadto przed każdą z Ewangelii umieszczone zostały listy κεφαλαια (spis treści). Stosuje też podział według krótszych jednostek – Sekcji Ammoniusza, jednak bez odniesień do Kanonów Euzebiusza.
Oryginalny rękopis nie zawierał tekstu Pericope adulterae (Jan 7,53-8,11), w XVI wieku został on dodany przez późniejszego kompilatora na końcu Ewangelii Jana.

## Tekst
Grecki tekst Ewangelii reprezentuje tekst bizantyński. Aland zaklasyfikował go do Kategorii V. Hermann von Soden zauważył pokrewieństwo tekstualne z minuskułem 16 oraz 1216. Przynależność do grupy rękopisów związanych z minuskułem 16 potwierdzona została przez Claremont Profile Method, tj. metodę wielokrotnych wariantów. Metodą tą przebadano tylko trzy rozdziały Ewangelii Łukasza (1; 10; 20). Wedle Claremont Profile Method bliźniaczym rękopisem dla 578 jest minuskuł 1167.

## Historia
Według kolofonu rękopis został sporządzony w roku 1361, skryba miał na imię Jan.
Obecnie przechowywany jest w Arras (Bibl. municipale, Sect. Med., H. 446).
Nie jest cytowany w naukowych krytycznych greckiego Novum Testamentum Nestle–Alanda (NA26, NA27).